# خلیل‌لی (بابک)
خلیل‌لی (به لاتین: Xəlilli) یک منطقه مسکونی در جمهوری آذربایجان است که در شهرستان بابک از توابع جمهوری خودمختار نخجوان واقع شده است. خلیل‌لی ۶۳۰ نفر جمعیت دارد.